# Asparagus plocamoides

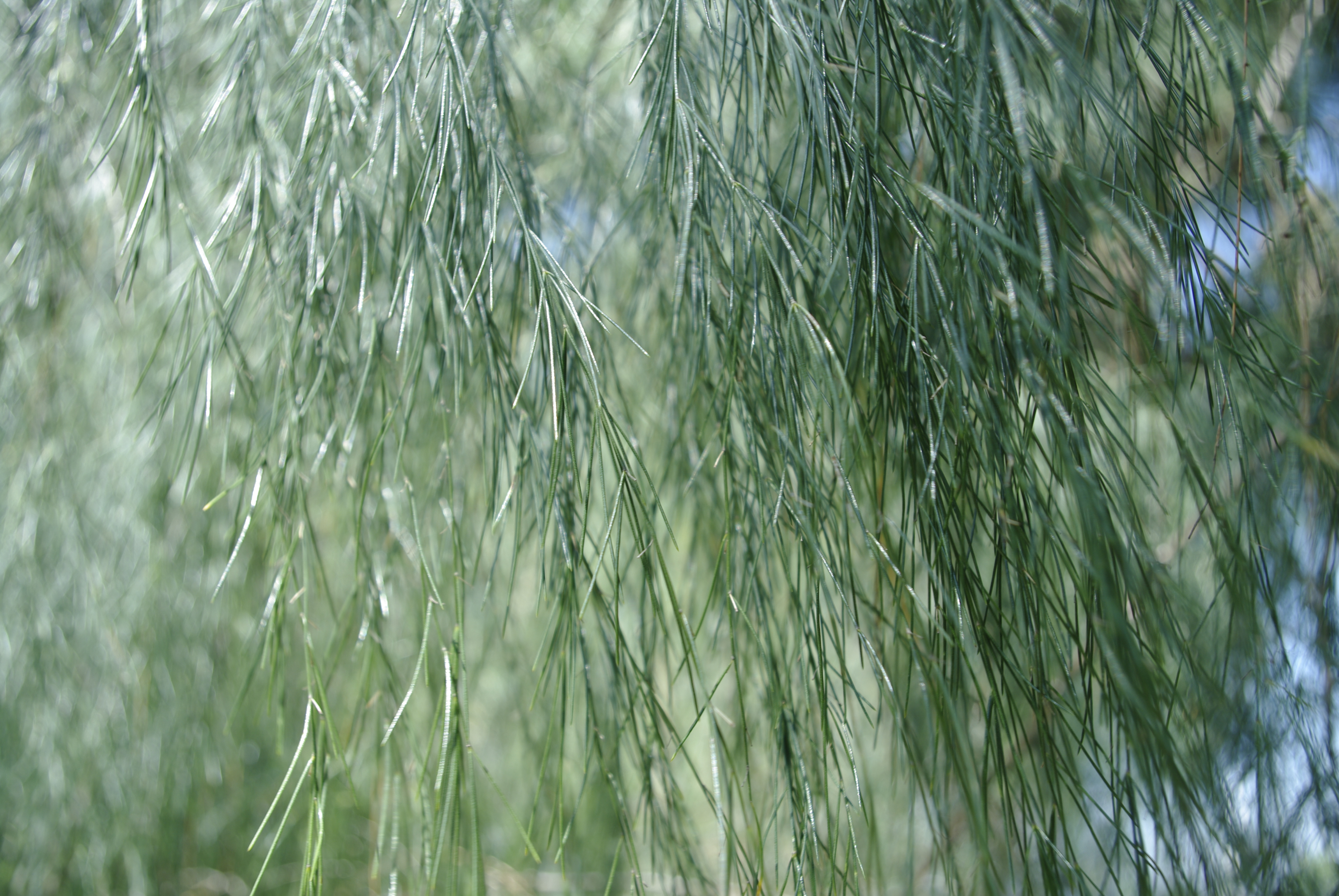
Fulles

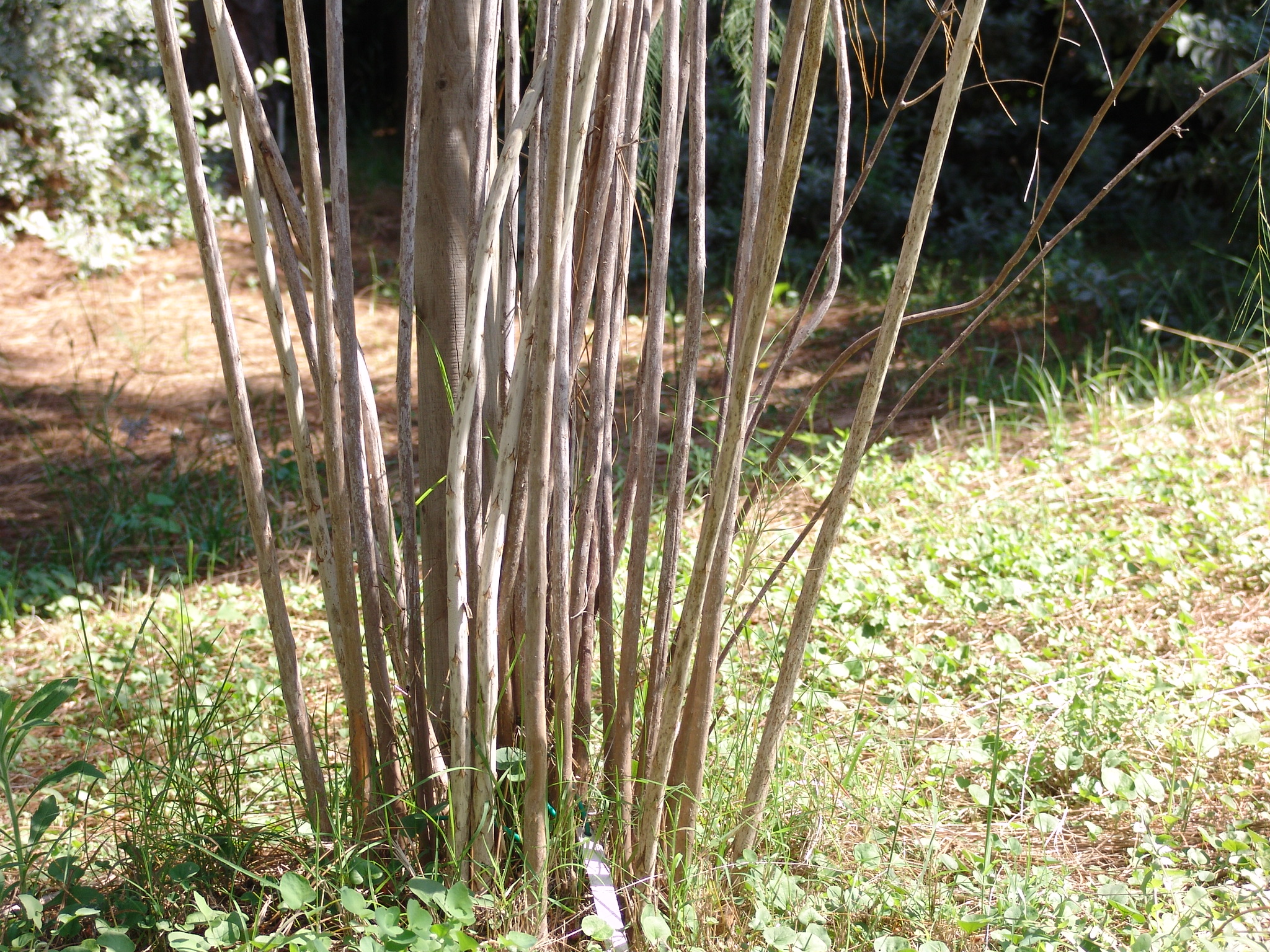
Tiges

Asparagus plocamoides és una espècie de planta de la família de les Asparagàcies endèmica de les Illes Canàries. És un arbust perenne que es troba des de matollars costaners fins a la pineda.
Dins del gènere es diferencia per tractar-se d'un arbust amb branques pèndules, amb cladodis no espinosos, que fan menys de 3,5 cm, són molt fins i poc carnosos, disposats en fascicles laxes. El fruit és de color vermell i es coneix com a "esparragón colgante".

## Taxonomia
Asparagus plocamoides va ser descrita per Webb ex Svent.

### Etimologia
- Asparagus: prové del clàssic llatí "sparagus".[3]
- plocamoides: epítet que al·ludeix a la semblança d'aquesta planta amb Plocama pendula.